# Schoenoplectiella juncoides
Schoenoplectiella juncoides är en halvgräsart som först beskrevs av William Roxburgh, och fick sitt nu gällande namn av Kaare Arnstein Lye. Schoenoplectiella juncoides ingår i släktet Schoenoplectiella och familjen halvgräs. Inga underarter finns listade i Catalogue of Life.

## Bildgalleri

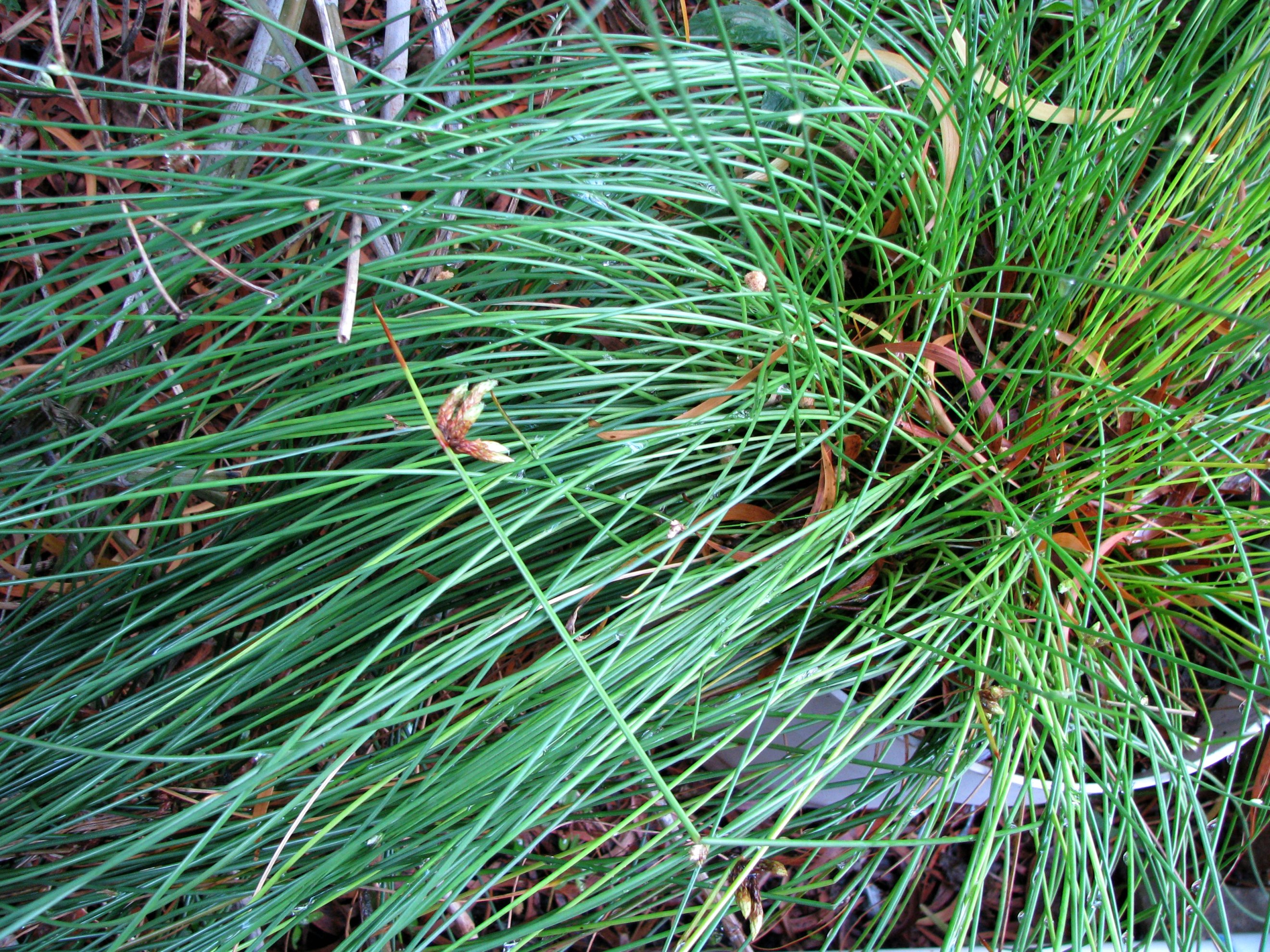
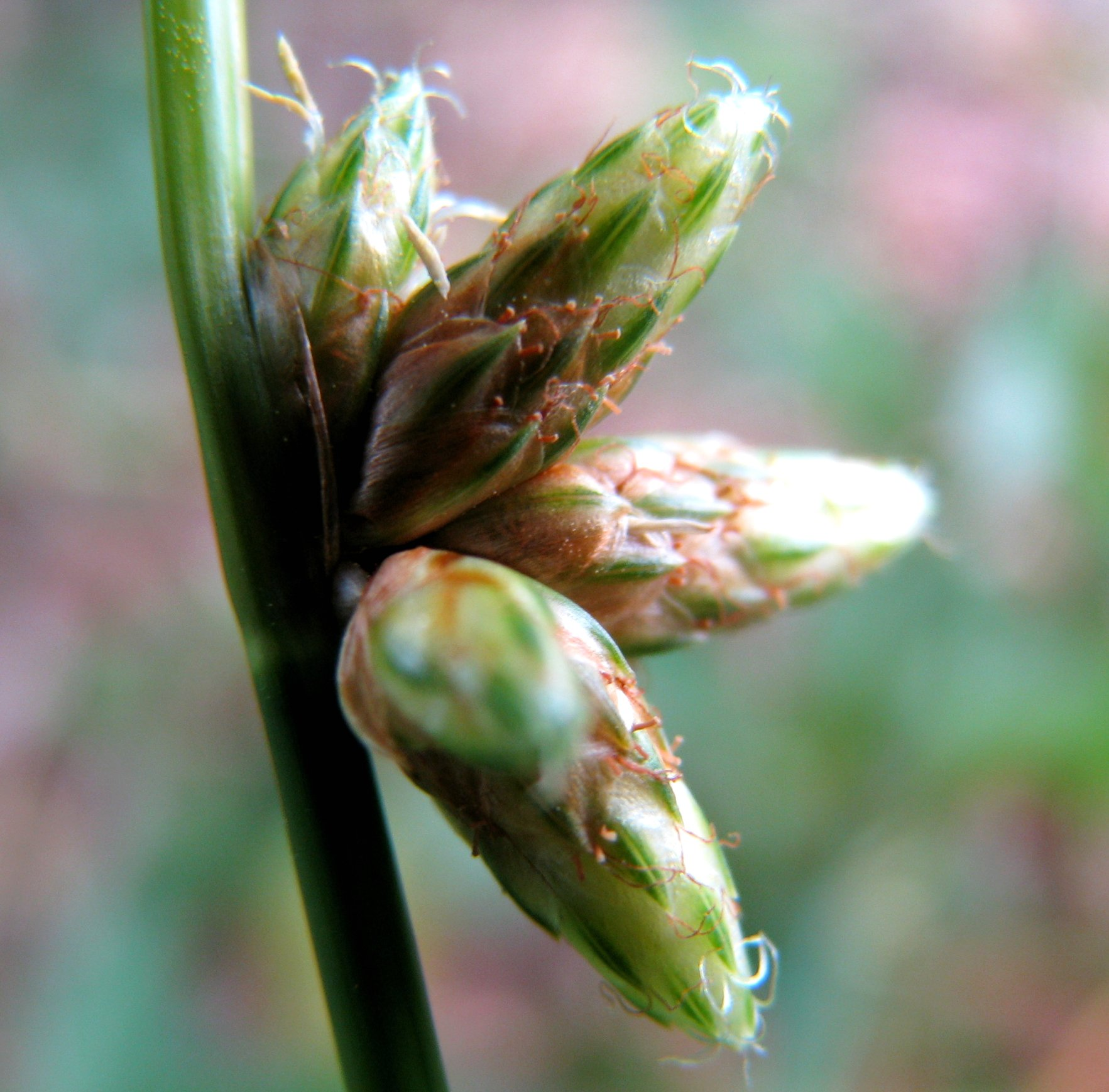
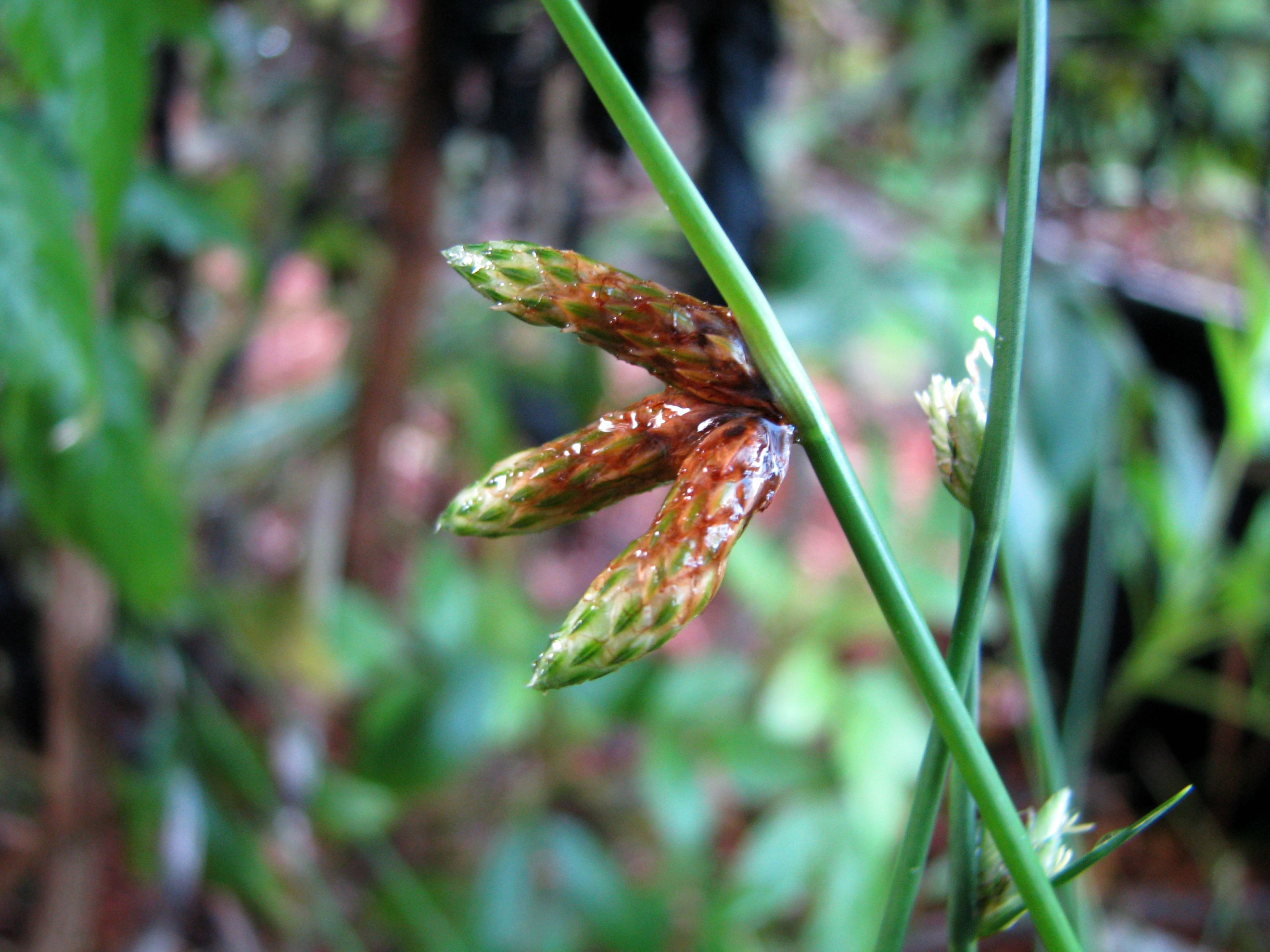
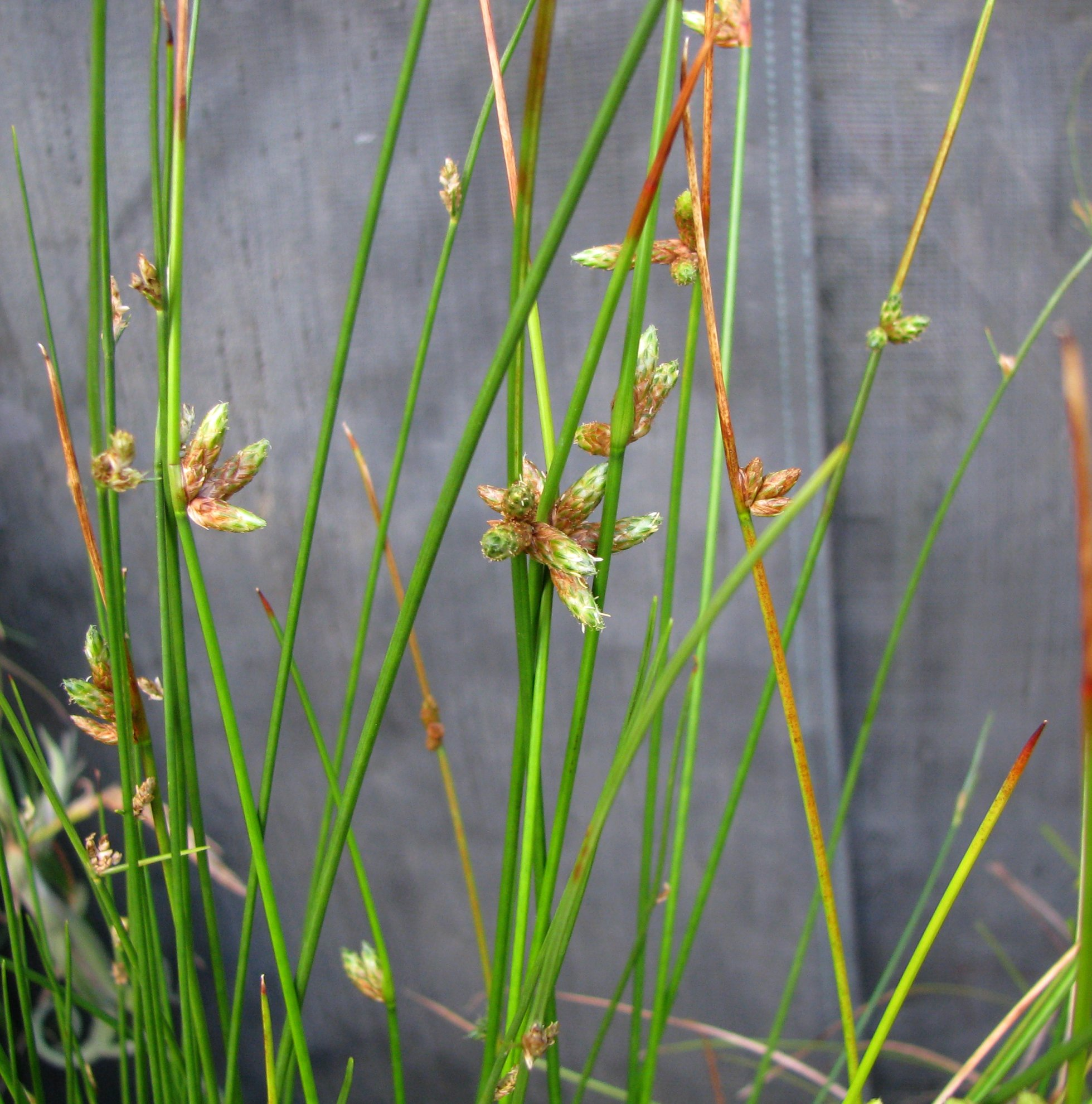